# Meidum
Meidum (in arabo ميدوم‎?, Maydūm) è un sito archeologico in Egitto.
Il sito si trova nel governatorato di Beni Suef, a 9 km dal villaggio moderno, e ospita un complesso piramidale egizio dell'Antico Regno, caratterizzato da una grande piramide attribuita al faraone Snefru, sovrano della IV dinastia. Nel complesso di Meidum sono state ritrovate anche una piramide accessoria, un tempio funerario, una rampa processionale ed un tempio a valle, ma questa piramide (così come la piramide rossa e la piramide romboidale) non venne destinata alla sepoltura del sovrano, che resta ancora sconosciuta.

## Storia

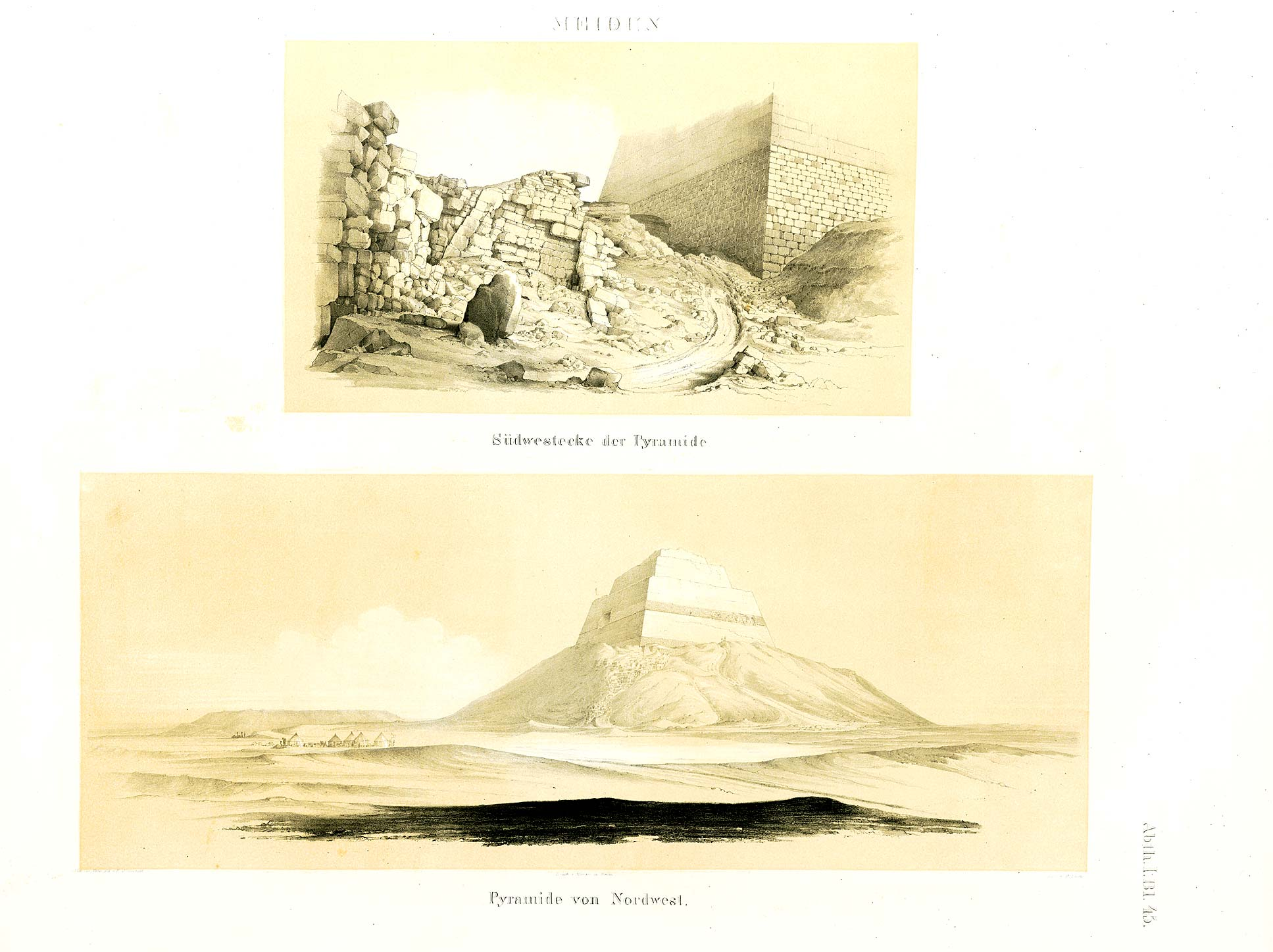
Disegno di Lepsius della piramide di Meidum (1849-1859).

Le prime notizie sulla piramide provengono dagli scritti dell'esploratore danese Frederic Louis Norden che visitò il sito nel 1737. In seguito altri visitatori illustri descrissero l'edificio, come John Shae Perring e Richard William Howard Vyse, mentre Karl Richard Lepsius disegnò solo l'esterno dell'edificio. Il primo archeologo ad accedere alla piramide è Auguste Mariette nel 1881, ma i primi scavi archeologici sono diretti dall'egittologo Petrie tra il 1888 e il 1891. Gli scavi di Petrie identificano le principali strutture del sito, come il tempio funerario e la rampa di accesso, che poi diventano elementi tipici dei complessi piramidali della IV dinastia, come a Giza.

## Piramide

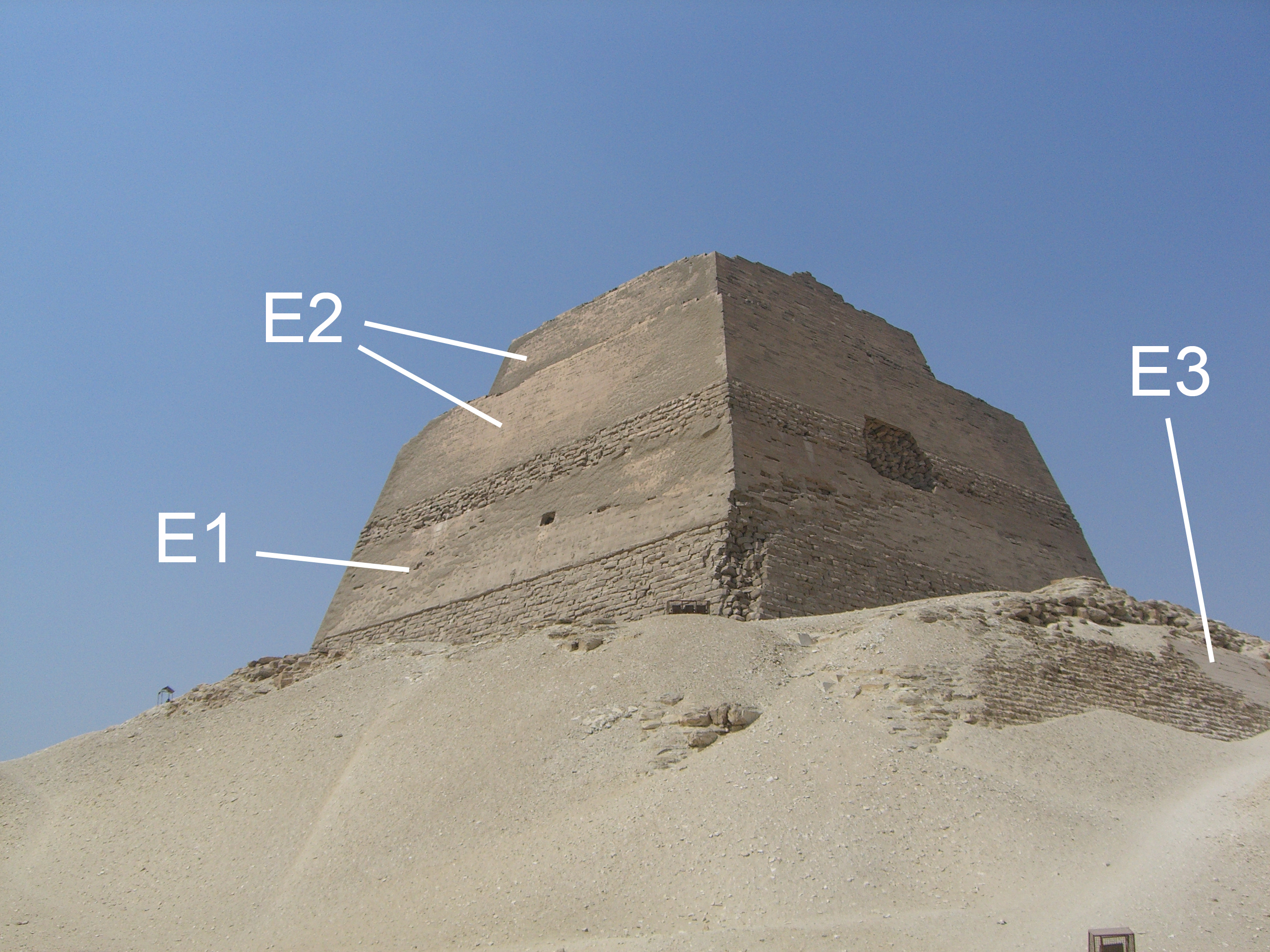
Fasi architettoniche della piramide.

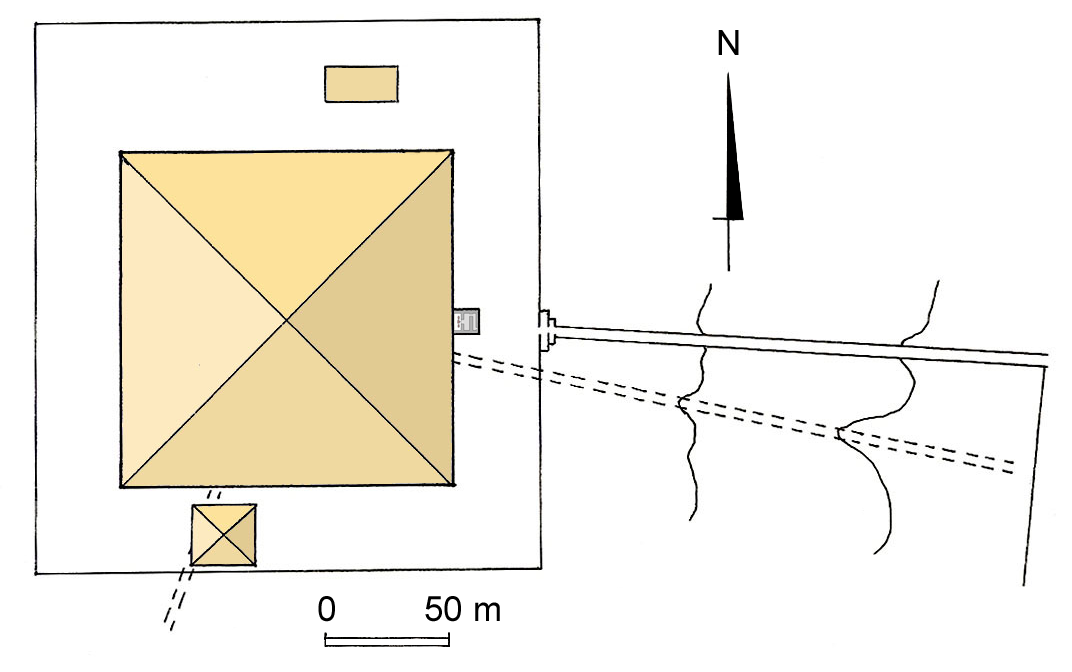
Pianta del complesso funerario di Meidum.

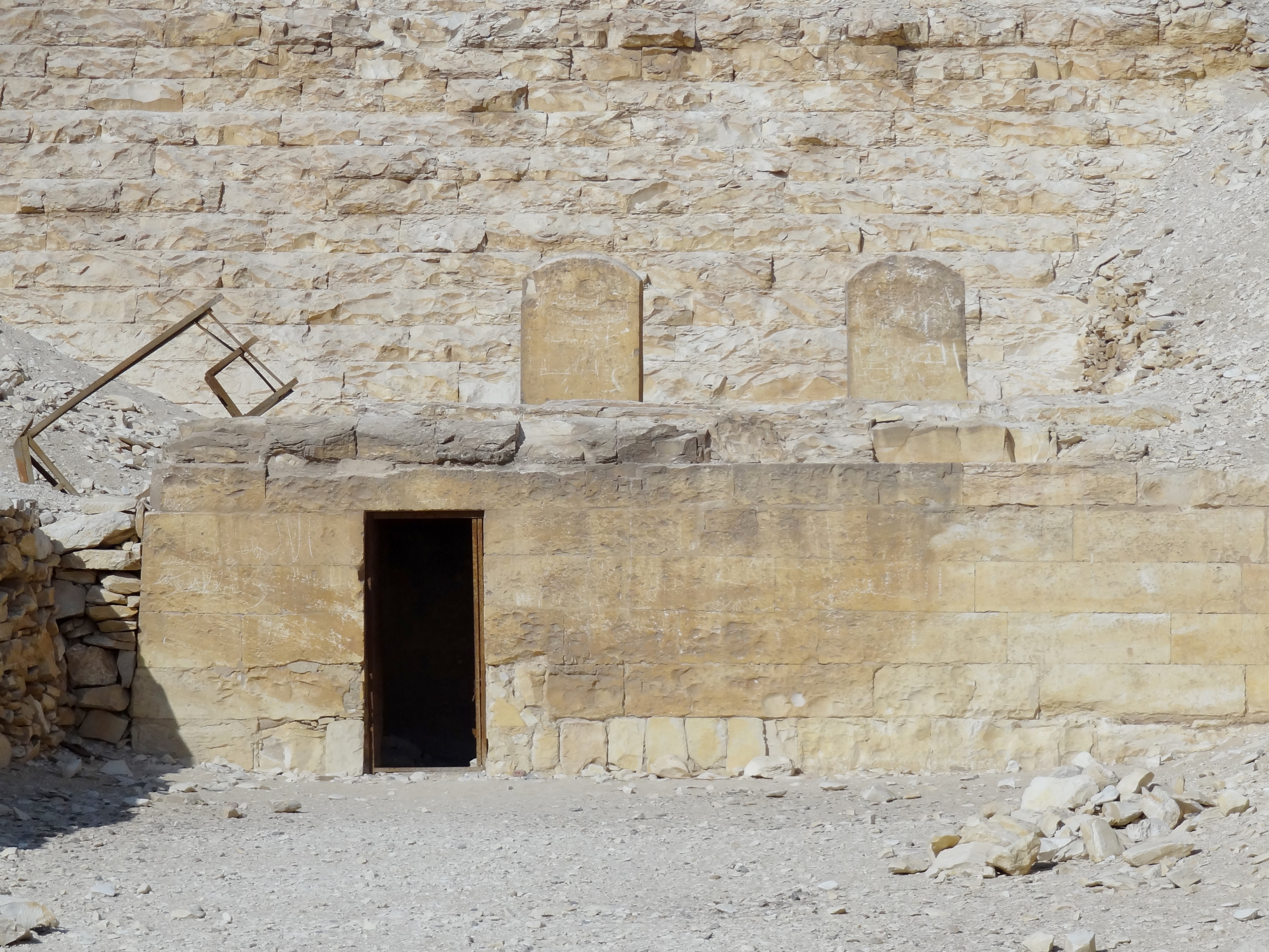
Tempio funerario con le due lastre monolitiche anepigrafe.

La struttura più importante è la piramide (in egizio: Djed Snefru, "Snefru è duraturo"), conosciuta anche come "falsa piramide" (in arabo الهرم الكاذبة‎?, al-ahram al-kādhaba) a causa della sua forma peculiare a gradoni, che mostra invece una forma più simile a una mastaba. Infatti la piramide di Meidum rappresenta la prima evoluzione architettonica dalla piramide a gradoni del complesso funerario di Djoser al complesso piramidale canonico con piramide perfetta. La costruzione è alta 65 metri, anche se in origine doveva raggiungere i 92 metri, mentre il lato di base misura 144 metri.
È la prima piramide egizia che mostra la forma canonica. Il progetto originario prevede una piramide a sette gradoni (E1) ma in seguito si preferisce aggiungere un ottavo livello (E2), riempiendo i dislivelli delle parti inferiori, a sua volta coperte da lastre di calcare non più esistenti (E3). La tradizione storica riporta che sia stato il faraone Huni a costruire il complesso funerario, alla fine della III dinastia, ma il nome non compare in nessun ritrovamento sul sito. Al contrario, i graffiti del Nuovo Regno identificati all'interno del tempio funerario vicino alla piramide di Meidum attribuiscono la costruzione a Snefru, già costruttore di altre due piramidi a Dahshur: probabilmente Snefru ha completato la costruzione iniziata dal suo predecessore Huni, modificando la costruzione architettonica prima del completamento. Questa ipotesi è confermata da altri graffiti, identificati da Flinders Petrie, su alcun blocchi piramidali risalenti al 17º anno di regno di Snefru.
L'ingresso della piramide si trova sul lato settentrionale, a 18,5 metri rispetto al livello del terreno: una volta superata la porta d'ingresso, un corridoio inclinato porta alla camera funeraria, priva però di un sarcofago.

## Piramide accessoria
Una seconda struttura, ossia una piramide accessoria, si trova invece sul lato meridionale della piramide principale, posta tra la struttura e il muro di cinta del complesso funerario. L'edificio misura una lunghezza di 28 metri per ogni lato e serviva a svolgere i riti dedicati al culto del sovrano - probabilmente il faraone Huni; secondo l'egittologo Jean-Philippe Lauer, questa struttura aveva una funzione simile alla tomba a sud del complesso funerario di Djoser. Lateralmente si collocano le sepolture dei principi e dei nobili, caratterizzate da pitture funerarie e rilievi di grande ricchezza espressiva.

## Tempio funerario
Il tempio funerario è stato individuato successivamente durante gli scavi sul lato orientale dell'edificio. È un piccolo tempio di circa 3 m² con un corridoio e una sala parallela che portano a un piccolo cortile, con forma quadrata e largo 4 metri; in questa corte sono stati rinvenute due stele prive di iscrizioni con cima arrotondata e una tavola per le offerte in calcare. Le pareti del corridoio mostrano alcuni graffiti dello scriba Aakheperraseneb e risalenti alla XVIII dinastia, che confermano l'attribuzione della piramide al faraone Snefru.

## Necropoli

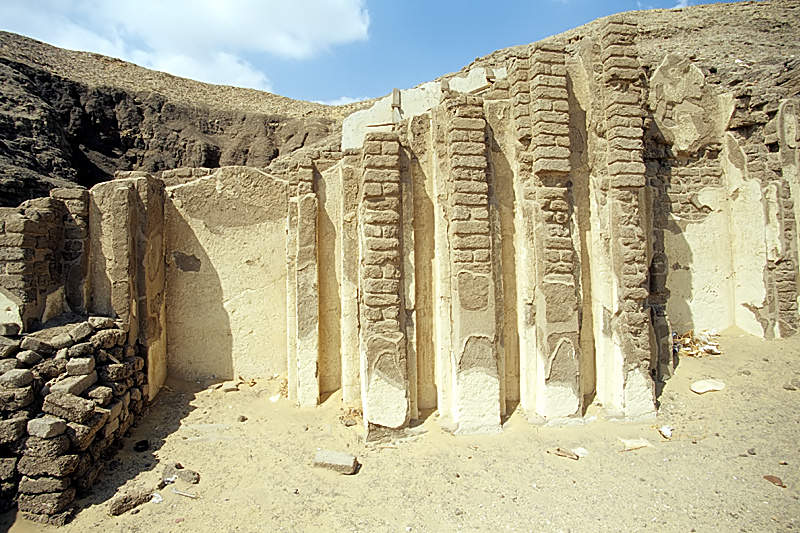
Vista della Mastaba n. 16.

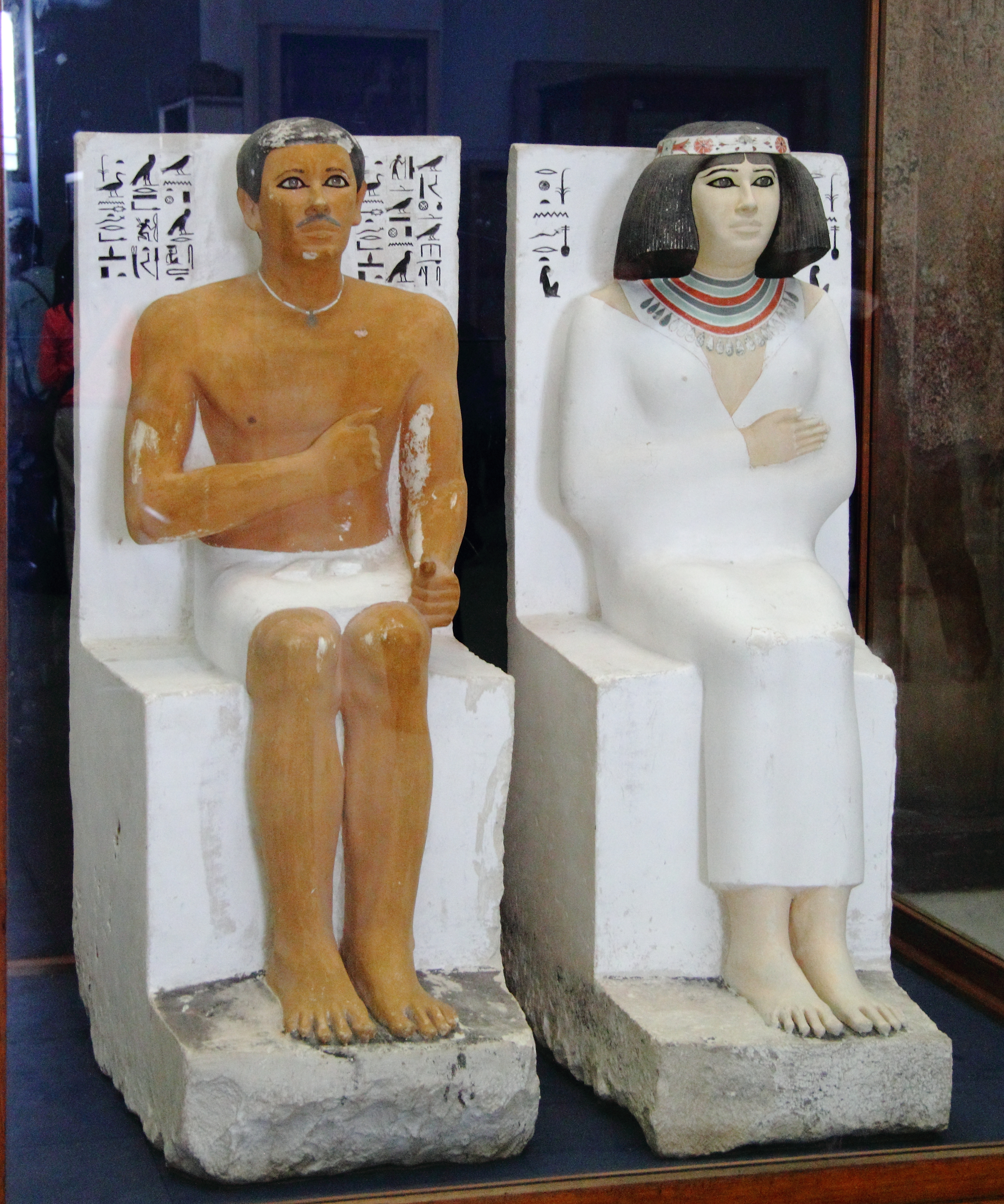
Le statue di Rahotep e Nofret al Museo Egizio del Cairo.

Sul lato nord-est del complesso funerario si trova necropoli che contiene alcune mastabe. La mastaba (n. 17), il cui proprietario è rimasto ignoto, indagata da Petrie nel 1910: la mummia scoperta al suo interno è stata attribuita con ogni probabilità a uno dei figli del faraone Snefru. Poco più a nord una seconda necropoli ospita parte della corte reale della IV dinastia, decorate con sontuosità. La mastaba n. 16 ospita la cappella del principe Nefermaat e di sua moglie Itet, celebre per i dipinti di oche scoperti da Mariette, tra le opere artistiche più importanti dell'Antico Regno; l'affresco è conservato al Museo Egizio del Cairo. La stessa mastaba ospitava anche due bassorilievi raffiguranti scene di caccia e piccoli animali.

### Mastaba di Rahotep
La mastaba è tra le più imponenti della necropoli: è stata attribuita a Rahotep e alla consorte Nofret. Rahotep era figlio del faraone Snefru della IV dinastia e fece costruire la sua tomba nei pressi della piramide del padre. La tomba ha restituito alcune statue di pregevole fattura, conservate anch'esse nel museo del Cairo.